# Rabb Krisztián
Rabb Krisztián (Budapest, 2001. november 10. –) olimpiai és világbajnoki ezüstérmes, Európa-bajnok, ifjúsági olimpiai bajnok magyar kardvívó.

## Pályafutása
A Vasas versenyzője, edzője 2011 óta Somlai Béla. A 2018-as ifjúsági olimpián egyéniben és vegyes csapatban (Pusztai Lizával) aranyérmet szerzett. A 2018-as kadét Európa-bajnokságon csapatban szintén aranyérmes volt. A 2020-as junior Európa-bajnokságon csapatban aranyérmet szerzett, egyéniben pedig bronzérmes lett. A 2024-es bázeli Európa-bajnokságon csapatban aranyérmet szerzett. 
A 2024. évi nyári olimpián a kardcsapat (Gémesi Csanád, Szatmári András, Szilágyi Áron) tartalékjaként indult. A csapatverseny során az Irán elleni elődöntőben és a Dél-Korea elleni döntőben is vívott asszót, a magyar csapat pedig ezüstérmet szerzett.

## Eredményei
Kard egyéni
Magyar bajnokság
- aranyérmes: 2025
- ezüstérmes: 2024
- bronzérmes: 2019

Kard csapat
Magyar bajnokság
- aranyérmes: 2019, 2020, 2024, 2025
- ezüstérmes: 2018, 2021
- bronzérmes: 2022

## Díjai, elismerései
- A Magyar Érdemrend lovagkeresztje (2024)[6]